# 逆光

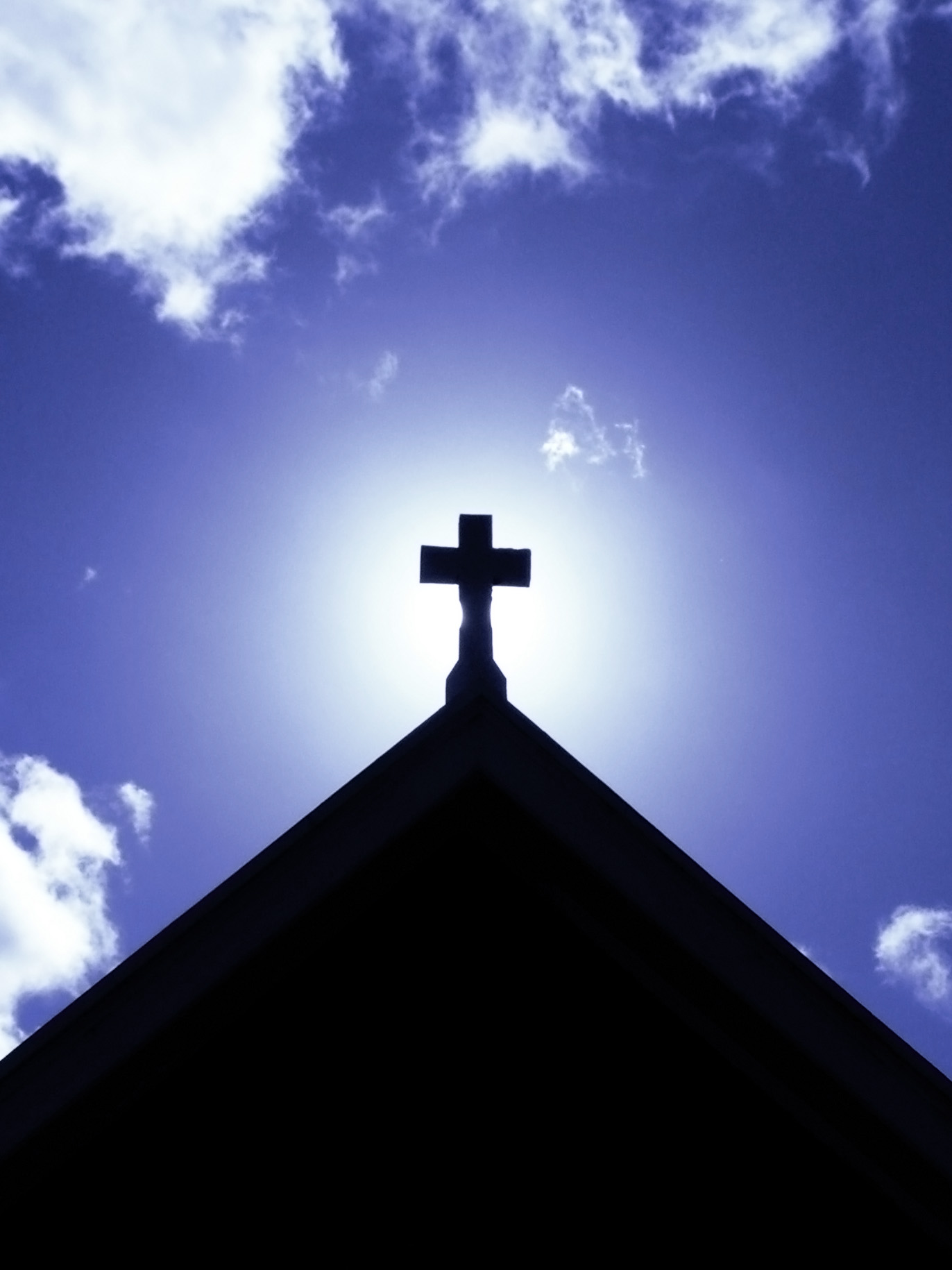
教会の屋根の十字架を逆光で撮影した例

逆光（ぎゃっこう）は、撮影において、カメラのレンズが光源の方向、またはそれに近い方向に向けられた状態を言う。
レンズの特性によりレンズフレアと呼ばれる影響が出たり、光と影のギャップが激しくなるため、露出調整が通常より難しくなる。
女性等のポートレートでは強い陰影を嫌って逆光を利用することが多い。また、風景写真でも右の作例のように逆光を利用してシルエットを浮かび上がらせる方法もきわめてよく利用される写真表現である。背景の暗いところで逆光で動物を撮ると、体毛が黒い背景の中に光って浮かび上がるので効果的である。また、花や木の葉などを逆光で撮影すると透過光を美しく表現することができる。

## 作例群

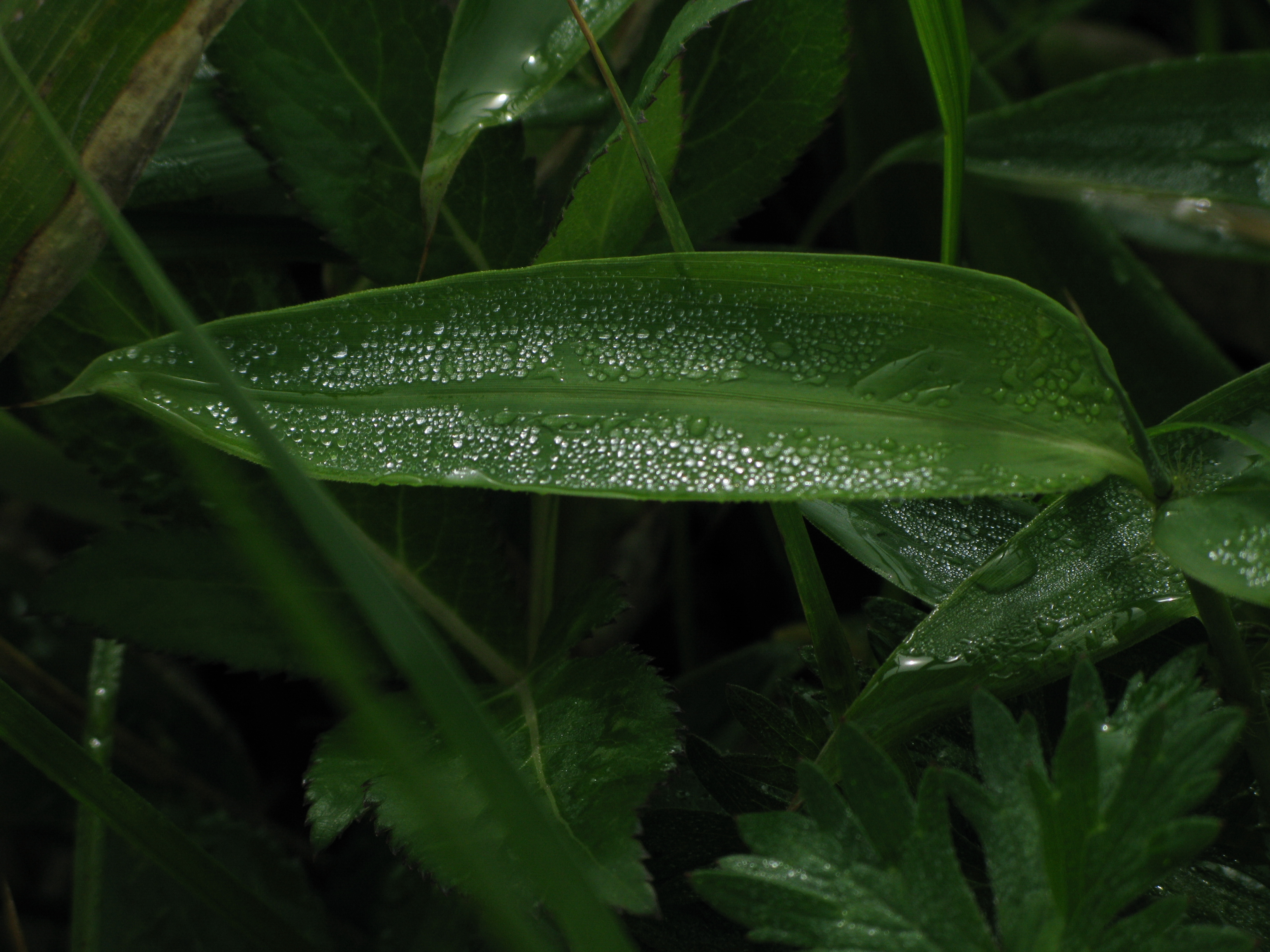
半逆光になるようにカメラを構え、被写体の反射を利用して撮影する方法もある.
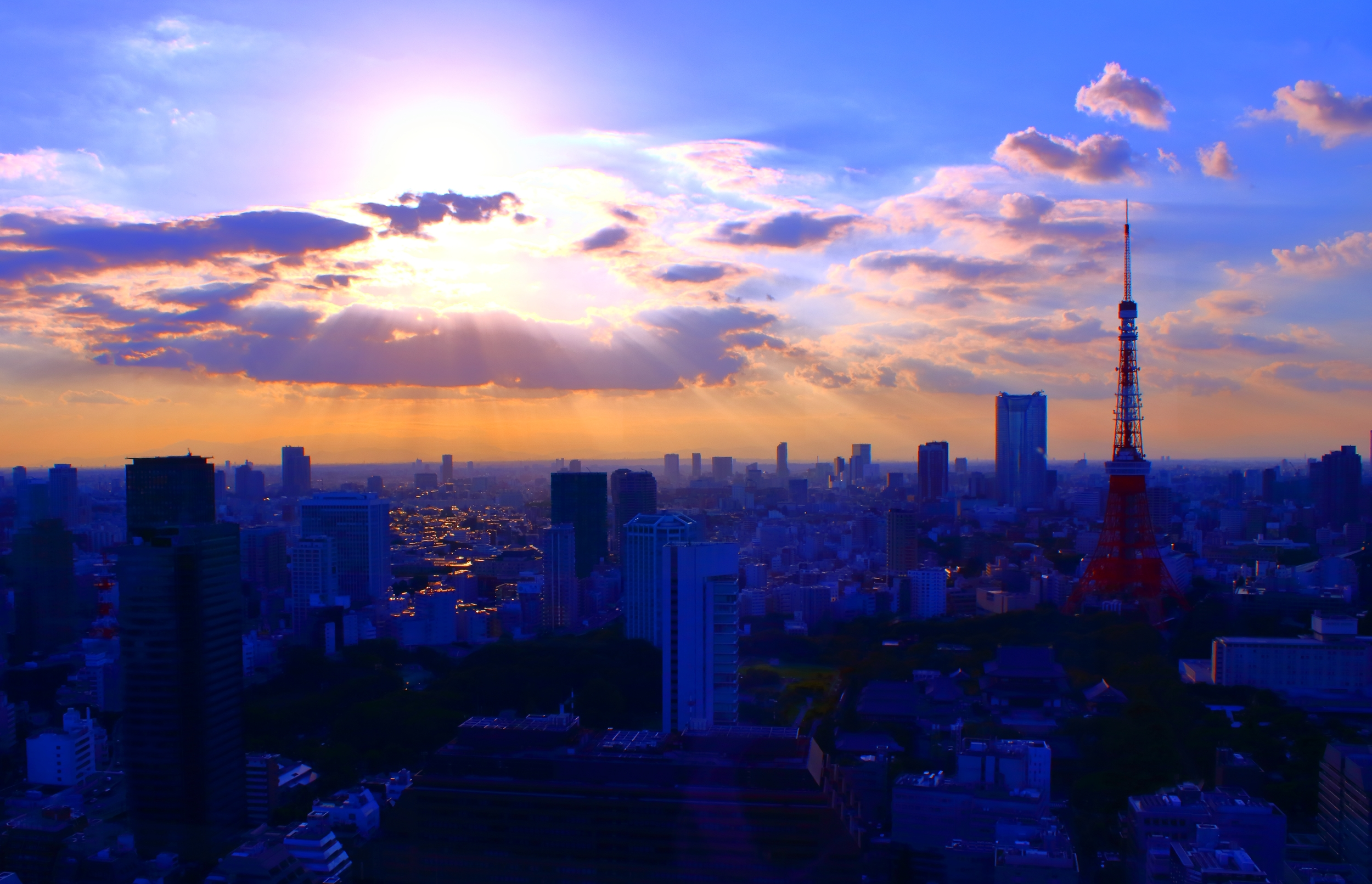
逆光の東京の街